# Bairdoppilata martyni
Bairdoppilata martyni is een mosselkreeftjessoort uit de familie van de Bairdiidae. De wetenschappelijke naam van de soort is voor het eerst geldig gepubliceerd in 1935 door Coryell, Sample & Jennings.